# Julio A. Costa
Julio A. Costa (Quilmes, provincia de Buenos Aires, 10 de julio de 1854 - 1939) fue un escritor, periodista y político argentino. Ejerció el cargo de Gobernador de Buenos Aires entre 1890 y 1893.

## Biografía
Julio A. Costa era hijo menor de Pedro Antonio Ángel Costa Álvarez y María Gregoria Isla y Gómez. Su hermano mayor, Carlos José Costa, llegó a ser jefe de policía de la provincia. Contrajo matrimonio con Agustina Paz y Cascallares, con quien tuvo seis hijos.

## Gobernación
Fue elegido gobernador de la Provincia de Buenos Aires en 1890, asumió el cargo el 1 de mayo. Firmó el 2 de junio de 1890 la ley que autorizaba la fundación de la ciudad de Quequén, en el sur de la provincia. En 1891 apoyó la candidatura de Roque Sáenz Peña a la presidencia para las elecciones del año siguiente, candidatura que finalmente no existió.
Fue derrocado por la Revolución de 1893 en agosto de ese año. Después de ser depuesto vivió en La Matanza.
La localidad del partido de Florencio Varela, Gobernador Julio A. Costa, lleva su nombre.

## Obras
Entre sus obras se destacan Rosas y Lavalle, El Presidente, Entre dos batallas, Roca y Tejedor y Hojas de mi diario. 